# دوروتيا تسيمان
دوروتيا تسيمان Dorothea Zeemann (ولد في 20 أبريل 1909 في فيينا – وماتت في 11 ديسمبر 1993 فيها) هي كاتبة نمساوية.

## حياتها
تزوجت من الرسام الأكاديمي رودولف هولتسينجر وانفصلت عنه في عام 1949، ثم تزوجت في الشهور الأخيرة من عمرها من تقني الألكترنيات صلاح الدين سمعالي. تلقت تدريبا كممرضة، ثم عملت بعد عام 1945 ناشر وناقدة مستقلة. تعرفت في عام 1955 بالكاتب هايميتو فون دوديرر ووربطت بينهما علاقة حب لفترة طويلة. تولت بين عامي 1970 و 1972 منصب الأمانة العامة لنادي القلم النمساوي.

## من أعمالها
- امرأة غير متعاطفة 1983
- العيد السري 1986
- العاشقة 1989
- رحلة مع إرنست 1991